# Gungdo

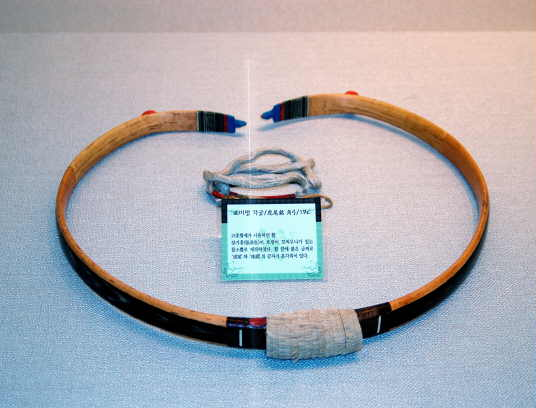
Łuk koreański 활, (hwal) bez cięciwy

Gungdo – tradycyjny łuk (kor. hwal, 활) koreański, będący kompozytowym łukiem refleksyjnym z warstwą rogową (róg bawołu wodnego) od strony brzuśca, bambusowym rdzeniem i ścięgnami na grzbiecie. Strzela się z niego za pomocą zekiera (pierścienia łuczniczego – zakładanego na kciuk). 
Gungsul, zapisywany również jako goongsul, oznacza „sztukę łucznictwa” w odniesieniu do Korei.

## Historia
Broń, jaką jest łuk, była jedną z najważniejszych przez znaczny okres w historii Korei. Używany w wojnach z Chinami oraz nomadami począwszy od 1 wieku p.n.e. 
Legendy mówią, że pierwszy władca i fundator Goguryeo, Go Jumong, był mistrzem łucznictwa. Podobno potrafił ustrzelić 5 much jedną strzałą. 
Podczas japońskiej inwazji na Koreę (1582-1598) łucznictwo było ważnym działem wojskowości. 

## Hobby

Standardowy cel gungdo

W dzisiejszych czasach łuk nie ma już żadnego znaczenia militarnego, a łucznictwo praktykowane jest jako hobby. Pasjonaci trenują jego tradycyjną odmianę polegającą na strzelaniu do tradycyjnego celu z odległości 120 lub 145 metrów.